# Abşeron-félsziget
Az Abşeron-félsziget (azeri nyelven: Abşeron yarımadası) a Kaszpi-tengerbe nyúló félsziget Azerbajdzsánban. A Nagy-Kaukázus legkeletibb része, szinte teljesen sík terület, csak néhol találhatóak rajta alacsony dombok. A félsziget a Abşeron Nemzeti Parkhoz tartozó hosszan elnyúló homokdűnékben végződik.
Közigazgatásilag a területén osztozik Azerbajdzsán fővárosa, Baku, valamint Sumqayıt város és Abşeron járás.